# Dětřichov nad Bystřicí
Dětřichov nad Bystřicí község Csehországban, a Bruntáli járásban. Dětřichov nad Bystřicí Lomnice, Ryžoviště, Šternberk, Horní Loděnice, Huzová és Moravský Beroun településekkel határos. Lakosainak száma 403 fő (2024. január 1.).

## Népesség
A település lakosságának változását az alábbi diagram mutatja:
| Lakosok száma | 789  | 825  | 921  | 596  | 562  | 512  | 438  | 416  | 411  | 403  |
|               | 1869 | 1890 | 1921 | 1950 | 1980 | 2001 | 2017 | 2019 | 2022 | 2024 |